# André Leon Talley
Pour les articles homonymes, voir Talley.
André Leon Talley, souvent surnommé par l'acronyme « ALT », né le 16 octobre 1949 à Washington et mort le 18 janvier 2022 à White Plains, est un journaliste de mode américain francophile. Il est l'un des rédacteurs-en-chef du magazine Vogue américain jusqu'en 2013, date à laquelle il rejoint Numéro Russia. Il est également consultant, et commissaire d'exposition.

## Biographie

### Enfance
André Leon Talley (ALT) est né en 1949 à Washington et est élevé par sa grand-mère domestique. Il passe son enfance à Durham, en Caroline du Nord. À neuf ans, il découvre le magazine Vogue comme une révélation, puis le supplément « mode » du New York Times avec les illustrations d'Antonio Lopez. Il quitte Durham et obtient un diplôme de littérature française, à l'université Brown. Il arrive à Manhattan à la fin de ses études et rencontre Andy Warhol.

### Carrière
Dans les années 1970, aux côtés d'Andy Warhol, André Leon Talley fréquente la discothèque Studio 54 et écrit pour le magazine Interview, ; il fait la connaissance de Karl Lagerfeld. Il entre au Women's Wear Daily (WWD) comme pigiste puis est recruté par Diana Vreeland pour être son assistant au Metropolitan Museum of Art. « Elle m’a appris la rigueur, le goût de l’effort, le perfectionnisme, le style. » Il écrit également pour The New York Times, Vogue US où il entre en 1983 et où il deviendra un proche collaborateur et ami d'Anna Wintour, et plus tard pour W dans son édition française, dont il prend la direction durant trois ans. Chez Vogue, il aura un temps pour assistante Isabella Blow. Aux côtés d'Anna Wintour, il s'occupe d'organiser le Met Gala.
Au milieu des années 1990 avec Anna Wintour, il soutient John Galliano, alors à Paris sans argent. Le duo du magazine Vogue permet au couturier de trouver un investisseur, mais surtout d'organiser ce qui deviendra l'un des plus importants défilés de Galliano, dans l'hôtel particulier de São Schlumberger (en) en 1994.
Durant toutes ses années de journalisme, il est un habitué des maisons françaises de haute couture et des « fashion weeks », jusqu'à devenir une « mémoire de la mode »,. Il reste connu pour ses multiples tenues parfois un peu exubérantes mais toujours « impeccables », signées par son amie de longue date Diane von Fürstenberg, Karl Lagerfeld ou Tom Ford, ainsi que Charvet pour les chemises.
Il fait partie du jury de Miss Univers 2000, puis d'America’s Next Top Model,. En 2003, son travail de journaliste est récompensé par le Conseil des créateurs de mode américains (CFDA). Par la suite, il apparait dans le film The September Issue.
En 2013, après trois décennies d'une « histoire très complexe avec Anna Wintour », il quitte Vogue pour Numéro dans son édition russe,.
« Doctorate of Humanities » et membre du conseil d'administration du Savannah College of Art and Design, il est également commissaire d'expositions, dont celle intitulée Little Black Dress, présentée au Mona Bismarck American Center à Paris,. Il meurt en janvier 2022 ; l'année suivante, sa garde-robe et des objets personnels sont vendus aux enchères chez Christie's New York.